# ディパ・ヌサンタラ・アイディット
ディパ・ヌサンタラ・アイディット（インドネシア語:Dipa Nusantara Aidit、1923年7月30日 - 1965年11月22日）は、インドネシアメダン出身の政治家、共産主義者。日本語では「アイジット」とも表記する。
1953年にインドネシア共産党書記長を務め、1959年にはインドネシア共産党議長を務めた。しかし1965年9月30日に起きた9月30日事件に関わって失脚。同年11月22日にジャワ島で軍隊に射殺された。

## 生涯
1923年7月30日に、インドネシアスマトラ島のメダンで農園労働者を家族に持ち、出生名をアフマッド・アイディット（Ahmad Aidit）として生まれる。
ジャカルタの商業高校在学中にインドネシア独立運動に参加し、1939年、民族意識に目覚めた父に感化されて青年アジア連盟に加盟。翌年の1940年にはインドネシア人民運動（ゲリンド）にも加盟し、若くして政治運動に取り組んだ。
日本軍の支配下に置かれていた頃は、海軍の前田精がジャカルタの海軍武官府に創設した独立養成塾で政治教育を受けた。
1943年にインドネシア共産党へ入党し、同国出身の政治家ハイルル・サレーやアダム・マリク、スカルノやモハマッド・ハッタらと知り合った。特にアイディット、サレー、マリクらは武装蜂起による独立を主張し「1945年組」と呼ばれた。なお、名前をアフマッド・アイディットからディパ・ヌサンタラ・アイディットに改名したのもこの頃である。
1945年8月17日にインドネシア独立宣言が宣言された後、1947年にインドネシア共産党中央委員に任命された。若手指導者として頭角を現すアイディットだが、1948年9月18日に起きたマディウン事件によりインドネシア共産党は幹部を多く失い、壊滅的な被害を受けた。
インドネシア共産党は徐々に回復し、1951年にアイディットは中央委員書記を務め、1953年には書記長となり、党の主導権を得た。
1955年の選挙では第四党、1957年のジャワ地方選挙で第一党まで成長する。
1959年にアイディットはインドネシア共産党の議長を務め、1961年にはスカルノ内閣へ入閣。主に親北京路線を取り「北京＝ジャカルタ枢軸」の形成に尽力した。
しかし1965年9月30日に9月30日事件が勃発。アイディットは地下に身を潜めたが逮捕され、脱走を企てたために同年11月22日にスハルト政府の軍により射殺された。

## 翻訳書
- 飯塚興訳『新しいインドネシア』（新日本出版社、1958年）